# Distrikt Soloco
Der Distrikt Soloco ist einer von 21 Distrikten der Provinz Chachapoyas in der Region Amazonas. Er hat eine Fläche von 74,7 km². Beim Zensus 2017 lag die Einwohnerzahl bei 1301. Im Jahr 1993 lag diese bei 1731, im Jahr 2007 bei 1413. Sitz der Distriktverwaltung ist die 2383 m hoch gelegene Ortschaft Soloco mit 241 Einwohnern (Stand 2017). Soloco befindet sich 14 km östlich der Provinz- und Regionshauptstadt Chachapoyas.
Im Distrikt Soloco befinden sich riesige Ruinen und Festungen der Kultur der Chachapoya.

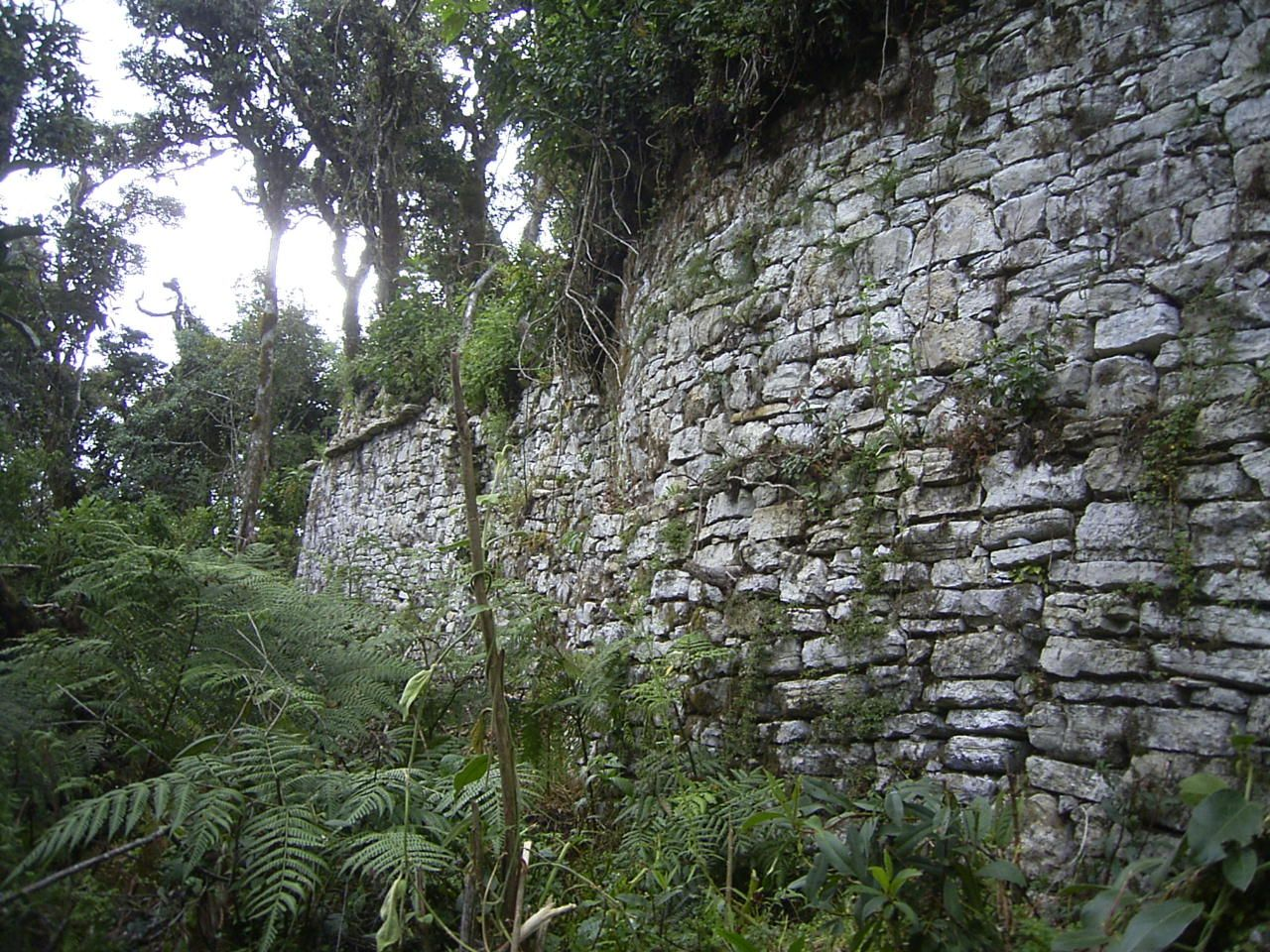
Eine Mauer der Festung von Soloco, konstruiert von den Chachapoya.

## Geographische Lage
Der gesamte Distrikt Soloco befindet sich im Hochgebirge und flacht in Richtung des Río Sonche ab.
Der Distrikt Soloco grenzt im Norden an die Distrikte San Francisco de Daguas und  Molinopampa, im Osten an den Distrikt Cheto, im Südosten an den Distrikt Cochamal (Provinz Rodríguez de Mendoza), im zentralen Süden an den Distrikt San Isidro de Maino, im Westen an den Distrikt Levanto sowie im Nordwesten an den Distrikt Chachapoyas.

## Höhlen
Im Jahr 2011 wurde die Entdeckung eines Höhlensystems von ca. 20 Kilometern Länge im Umland der Distrikthauptstadt bekannt gegeben.